# Klaverblaadje
Het klaverblaadje (Semiothisa notata of Macaria notata) is een nachtvlinder uit de familie Geometridae (spanners). De spanwijdte bedraagt tussen de 28 en 32 millimeter.
Waardplanten van de rups zijn verschillende soorten loofbomen met een voorkeur voor berken en wilgen. Uitgezonderd boven kleigrond komt de vlinder algemeen voor in heel Europa.
De vlinder vliegt in twee generaties van eind april tot en met begin september.